# یاروشوو بیسکوپیه
یاروشوو بیسکوپیه (به لاتین: Jaroszewo Biskupie) یک روستا در لهستان است که در گمینا بیلسک واقع شده‌است.